# 千禾味业
千禾味业 全称是千禾味业食品股份有限公司。（上交所：603027）是一家中国调味料制造公司，主要销售“零添加”酱油、醋、料酒等，公司总部位于四川眉山。

## 历史
1996年成立于四川眉山，2016年3月7日在上海证券交易所挂牌上市。主要竞争对手是海天味业。

## 争议
千禾“零添加酱油”为该公司的主打产品，于2008年推出。2024年以来，有消费者表示，其包装上的“千禾0”是该公司的注册商标，而非零添加，且经第三方检测机构检出含有微量物质，与宣称“零添加”不符，被认为是欺骗消费者、打擦边球。该公司随后发布声明表示，“零添加”是指在生产过程中不使用食品添加剂。